# نافیا کوش
نافیا کوش (Nafia Kuş؛ متولد ۲۰ فوریه ۱۹۹۵) تکواندوکار زن اهل ترکیه است.
او از ۸ سالگی تکواندو را آغاز کرده‌است. در حال حاضر، کوش در دانشگاه چوکوروا در آدانا در حال تحصیل تربیت بدنی و ورزش است.
در سال ۲۰۱۳، او یک مدال نقره در بازی‌های همبستگی اسلامی که در پالمبانگ، اندونزی برگزار شد، به دست آورد. کوش در مسابقات قهرمانی تکواندوی دانشگاهی جهان ۲۰۱۴ در هوهوت چین مدال نقره را از آن خود کرد. در مسابقات قهرمانی نوجوانان اروپا در اینسبروک، اتریش در سال ۲۰۱۴ برنده مدال طلا شد و در سال ۲۰۱۵ با کسب مدالهای طلای دیگر، از جمله در مسابقات اوپن هلند در آنتالیا، و اوپن مولداوی در کیشیناو به موفقیت خود ادامه داد.
وی در مسابقات دسته اول ETU قهرمانی اروپا در وزن المپیک که در سال ۲۰۱۵ در نالچیک روسیه برگزار شد، مدال طلا را از آن خود کرد. نافیا کوش در مسابقات قهرمانی تکواندو جهان ۲۰۱۵ که در چلیابینسک روسیه برگزار شد، موفق به کسب مدال برنز شد.